# Roscsinói nemzetközi repülőtér
A Roscsinói nemzetközi repülőtér (IATA: TJM, ICAO: USTR) (orosz nyelven: Международный аэропорт Рощино) nemzetközi repülőtér Oroszországban, amely Tyumeny közelében található. Éves utasforgalma 1 978 979 fő (2018).

## Futópályák
A repülőtér futópályái:
- 03/21 (3000 m, 45 m, beton)
- 12/30 (2700 m, 50 m, aszfalt)

## Forgalom
Az utasforgalom az elmúlt években az alábbi módon változott:
| Utasok száma | 175 000 | 826 000 | 905 576 | 967 829 | 1 239 348 | 1 372 621 | 1 408 303 | 1 822 909 | 2 039 007 | 2 242 326 |
|              | 1965    | 1975    | 2008    | 2010    | 2012      | 2013      | 2015      | 2017      | 2019      | 2021      |